# Йирасек, Ладислав
Ладислав Йирасек (нем. Ladislav Jirasek, чеш. Ladislav Jirásek; 24 июня 1927, Прага — 31 июля 1977, Нойнкирхен, Саар) — немецкий футболист, вратарь. Выступал за сборную Саара.

## Биография

### Клубная карьера
Профессиональную карьеру начал в сезоне 1949/50 в клубе южной зоны немецкой Оберлиги «Штутгартер Кикерс», за который сыграл 22 матча и занял с командой последнее место в лиге. В 1950 году подписал контракт с мюнхенской «Баварией», выступавшей в той же зоне. В составе «Баварии» провёл два сезона, в первом сыграл за клуб 25 матчей, во втором только один. В 1952 году Йирасек перешёл в клуб юго-западной зоны «Боруссия» Нойнкирхен, где выступал вплоть до окончания игровой карьеры в 1961 году. В трёх последних сезонах занимал с командой второе место в Оберлиге, что давало право выхода в финальную стадию чемпионата Германии, однако дважды (в 1959 и 1961 годах) «Боруссия» выбывала в первом же квалификационном раунде. В сезоне 1958/59 дошёл с командой до финала Кубка Германии, где в финальной игре «Боруссия» уступила клубу «Шварц-Вайс» со счётом 2:5.

### Карьера в сборной
В 1954 году провёл один матч за сборную Саара. 5 июня он появился в стартовом составе на товарищескую встречу со сборной Уругвая и был заменён в перерыве, уступив место Хорсту Клауку. Игра завершилась поражением 1:7, что стало крупнейшим поражением для Саара, однако сколько голов пропустил каждый из вратарей неизвестно.